# Jeff Bezos
Jeffrey Preston Bezos ([ˈbeɪzoʊs]?; født Jeffrey Preston Jorgensen, 12. januar 1964) er en amerikansk iværksætter, investor, og filantrop. Han er grundlægger, formand og tidligere administrerende direktør og præsident for Amazon, og konsulent for Pentagon.
Bezos blev født i Albuquerque, New Mexico, og er opvokset i Houston, Texas. Han er af dansk afstamning på sin fars side. Han dimitterede fra Princeton University i 1986 med speciale inden for elektroteknik og datalogi. Han arbejdede på Wall Street i en række relaterede områder fra 1986 til begyndelsen af 1994. Han etablerede Amazon i slutningen af 1994 på en rejse fra New York City til Seattle. Virksomheden startede som en online-boghandel og har nu udvidet sig til en bred vifte af produkter og tjenester, herunder video- og musikstreaming. Det er for øjeblikket verdens største online-virksomhed, samt verdens største udbyder af cloud-infrastrukturtjenester via Amazon Web Services.
Washington Post blev i 2013 solgt til Jeff Bezos' Nash Holdings for 250 millioner dollars.
Den 27. juli 2017 blev han verdens rigeste person, da hans estimerede nettoværdi steg til lidt over 90 milliarder dollars. Bezos' rigdom oversteg 100 milliarder dollars for første gang den 24. november 2017, og han blev formelt udpeget som den rigeste person i verden af Forbes den 6. marts 2018 med en nettoværdi på 112 milliarder dollars. Som den første Milliardær på Forbes rigdomsindeks, blev han udnævnt til den "rigeste mand i moderne historie", efter at hans nettoværdi steg til 150 milliarder dollars i juli 2018. Nettoværdien steg yderligere til 182 milliarder dollars i juli 2020